# Europees kampioenschap voetbal 2024
Het Europees kampioenschap voetbal mannen 2024 of UEFA Euro 2024 was de 17e editie van het vierjaarlijkse voetbaltoernooi. Het werd gehouden in de zomer van 2024 in Duitsland. De openingswedstrijd werd op 14 juni 2024 gespeeld in München en de finale werd op 14 juli 2024 gespeeld in Berlijn. Italië was de titelverdediger, maar werd in de achtste finale uitgeschakeld. Het toernooi werd uiteindelijk gewonnen door Spanje. 

## Keuze gastland
Op 5 november 2014 werd bekend dat er in 2018 een gastland voor dit toernooi gekozen zou worden. Op 9 december 2016 startte officieel het proces met een uitnodiging aan alle UEFA-landen om zich kandidaat te kunnen stellen. Het volgende tijdpad werd daarbij gevolgd:
- 9 december 2016: de officiële uitnodiging om te bieden op de organisatie van het EK 2024 werd aan alle UEFA-landen verzonden
- 3 maart 2017: deadline voor nationale voetbalbonden om hun interesse in een bod te bevestigen
- 10 maart 2017: bekendmaking van alle geïnteresseerde landen
- 27 april 2018: deadline voor nationale voetbalbonden om hun uitgewerkte bieddossier in te leveren bij de UEFA
- 27 september 2018: toewijzing van het EK voetbal 2024

Landen en combinaties van landen die aangekondigd hadden een bod te overwegen waren Italië, de combinatie Estland / Rusland, de combinatie Roemenië / Hongarije, Zweden, Nederland en een combinatie van diverse Scandinavische landen. Geen van deze kandidaten stelde uiteindelijk formeel een kandidatuur. Uiteindelijk waren er twee landen die waarvan de UEFA op 8 maart 2017 bevestigde dat zij tijdig, voor 3 maart 2017, de nodige formele kandidaatstellingsprocedures hadden doorlopen.
- Duitsland gaf in oktober 2013 aan zich kandidaat te zullen stellen.[7][8][9]
- Turkije gaf in april 2014 aan zich kandidaat te zullen stellen.[10]

Op 27 september 2018 werd het gastland gekozen in Nyon, Zwitserland. Het land werd gekozen door middel van een geheime stemming. Het land dat de meerderheid kreeg werd gastland op het Europees kampioenschap. Bij gelijkspel had de voorzitter, Aleksander Čeferin, de beslissende stem. Reinhard Grindel (Duitsland) en Servet Yardımcı (Turkije) namen niet deel aan de stemming en Lars-Christer Olsson uit Zweden kon er vanwege ziekte niet bij zijn.
| Land      | Stemmen |
| --------- | ------- |
| Duitsland | 12      |
| Turkije   | 4       |
| Afwezig   | 1       |
| Totaal    | 17      |

## Marketing

### Logo
Op 5 oktober 2021 werd in het Olympiastadion in Berlijn de slogan van het toernooi bekendgemaakt: United by Football. Vereint im Herzen Europas, wat Verenigd door voetbal. Verenigd in het hart van Europa betekent in het Engels en Duits. Dat gebeurde tijdens een lichtshow. Op dezelfde avond werd ook het logo onthuld. Hierop is de Henri Delaunay-trofee te zien in het midden van een blauw vak. Om de trofee heen zijn gekleurde vlakken zichtbaar die de kleuren van de vlaggen van de deelnemende landen tonen. Ook alle gaststeden kregen een eigen logo.

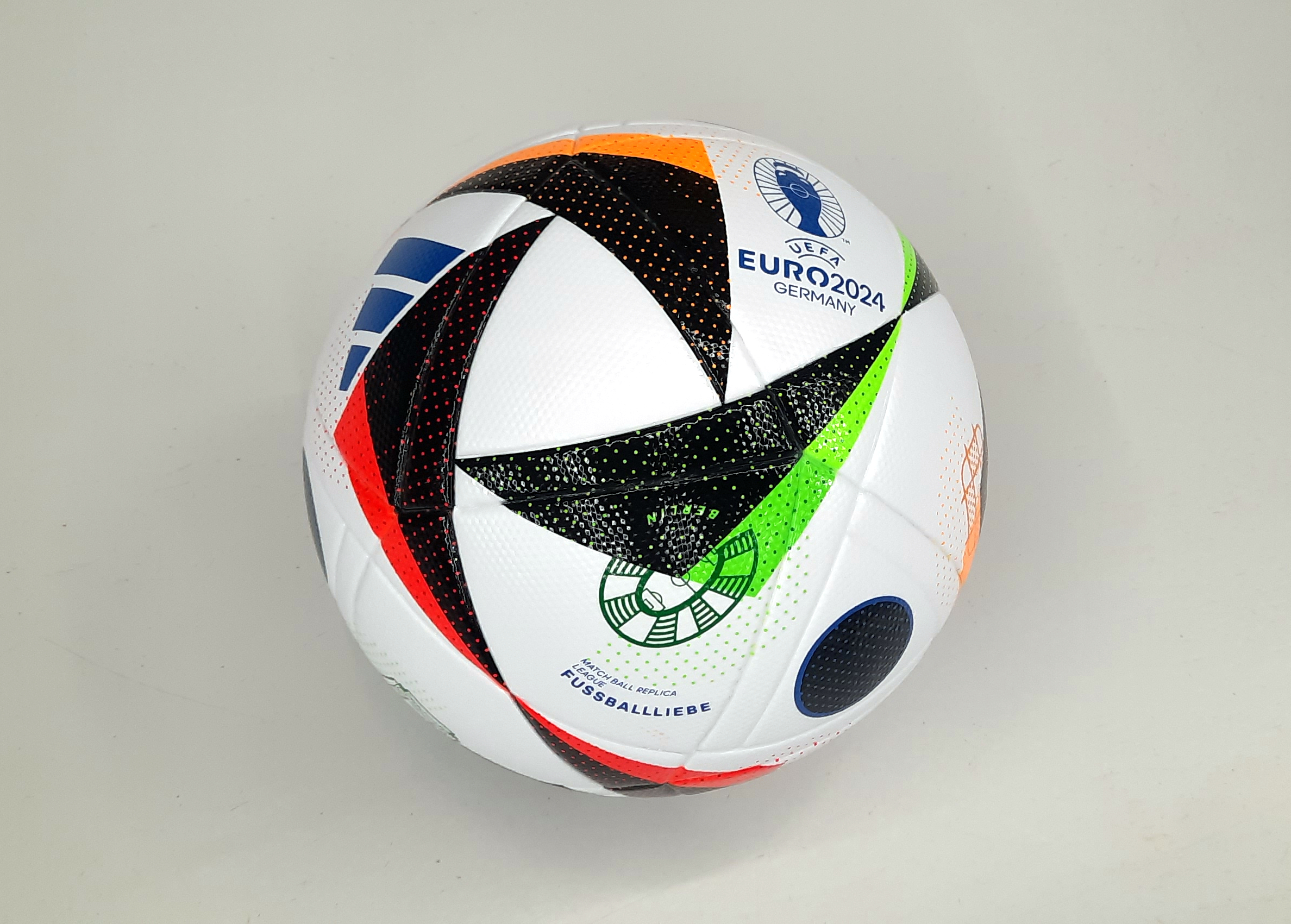
De wedstrijdbal Fussballliebe

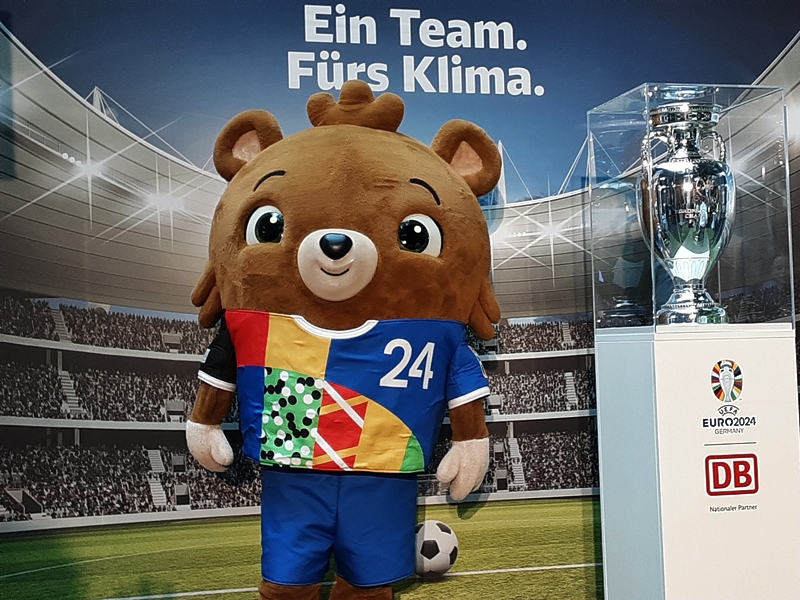
Mascotte Albärt met de trofee

### Wedstrijdbal
Op 15 november 2023 werd de wedstrijdbal Fussballliebe, wat Voetballiefde betekent in het Duits, gepresenteerd bij het Olympiastadion in Berlijn. De bal heeft zwarte driehoeken met rode, blauwe, oranje en groene randen en is gemaakt van duurzame materialen.

### Lied
Bij de loting voor het eindtoernooi op 2 december 2023 werd bekend dat het Italiaanse dj- en producertrio Meduza, de Amerikaanse poprockband OneRepublic en de Duitse zangeres Kim Petras het officiële nummer van het toernooi zouden maken. Op 21 maart 2024 werd bekend dat Petras door planningsproblemen vervangen werd door de Duitse zangeres Leony. Het nummer Fire werd op 10 mei 2024 uitgebracht. Het lied werd live ten gehore gebracht tijdens de openings- en sluitingsceremonie van het EK en was ook te horen tijdens de tv-uitzendingen.

### Mascotte
Op 20 juni 2023 werd een teddybeer met een veelkleurig shirt, een blauw short en schoenen in de kleuren van de vlag van Duitsland gepresenteerd als mascotte van het toernooi. Fans mochten vervolgens kiezen tussen Albärt, Bärnardo, Bärnheart en Herzi von Bär, elk verwijzend naar Bär, het Duitse woord voor beer, als naam voor de mascotte. Op 5 juli 2023 werd bekend dat er met 32% van de stemmen was gekozen voor Albärt.

## Speelsteden
| Berlijn                               | München                                                                                                | Dortmund                                                                                               | Gelsenkirchen                          |
| ------------------------------------- | --- | --- | -------------------------------------- |
| Olympiastadion Capaciteit: 74.461     | Allianz Arena Capaciteit: 70.076                                                                       | Signal Iduna Park Capaciteit: 81.360                                                                   | Veltins-Arena Capaciteit: 54.740       |
|                                       | | |                                        |
| Stuttgart                             | · Berlijn München Dortmund Gelsenkirchen Stuttgart Hamburg Düsseldorf Keulen Leipzig Frankfurt am Main | · Berlijn München Dortmund Gelsenkirchen Stuttgart Hamburg Düsseldorf Keulen Leipzig Frankfurt am Main | Keulen                                 |
| MHPArena Capaciteit: 54.697           | · Berlijn München Dortmund Gelsenkirchen Stuttgart Hamburg Düsseldorf Keulen Leipzig Frankfurt am Main | · Berlijn München Dortmund Gelsenkirchen Stuttgart Hamburg Düsseldorf Keulen Leipzig Frankfurt am Main | RheinEnergieStadion Capaciteit: 49.827 |
|                                       | · Berlijn München Dortmund Gelsenkirchen Stuttgart Hamburg Düsseldorf Keulen Leipzig Frankfurt am Main | · Berlijn München Dortmund Gelsenkirchen Stuttgart Hamburg Düsseldorf Keulen Leipzig Frankfurt am Main |                                        |
| Hamburg                               | · Berlijn München Dortmund Gelsenkirchen Stuttgart Hamburg Düsseldorf Keulen Leipzig Frankfurt am Main | · Berlijn München Dortmund Gelsenkirchen Stuttgart Hamburg Düsseldorf Keulen Leipzig Frankfurt am Main | Leipzig                                |
| Volksparkstadion Capaciteit: 52.245   | · Berlijn München Dortmund Gelsenkirchen Stuttgart Hamburg Düsseldorf Keulen Leipzig Frankfurt am Main | · Berlijn München Dortmund Gelsenkirchen Stuttgart Hamburg Düsseldorf Keulen Leipzig Frankfurt am Main | Red Bull Arena Capaciteit: 49.539      |
|                                       | · Berlijn München Dortmund Gelsenkirchen Stuttgart Hamburg Düsseldorf Keulen Leipzig Frankfurt am Main | · Berlijn München Dortmund Gelsenkirchen Stuttgart Hamburg Düsseldorf Keulen Leipzig Frankfurt am Main |                                        |
| Düsseldorf                            | · Berlijn München Dortmund Gelsenkirchen Stuttgart Hamburg Düsseldorf Keulen Leipzig Frankfurt am Main | · Berlijn München Dortmund Gelsenkirchen Stuttgart Hamburg Düsseldorf Keulen Leipzig Frankfurt am Main | Frankfurt am Main                      |
| Merkur Spiel-Arena Capaciteit: 51.031 | · Berlijn München Dortmund Gelsenkirchen Stuttgart Hamburg Düsseldorf Keulen Leipzig Frankfurt am Main | · Berlijn München Dortmund Gelsenkirchen Stuttgart Hamburg Düsseldorf Keulen Leipzig Frankfurt am Main | Deutsche Bank Park Capaciteit: 48.387  |
|                                       | · Berlijn München Dortmund Gelsenkirchen Stuttgart Hamburg Düsseldorf Keulen Leipzig Frankfurt am Main | · Berlijn München Dortmund Gelsenkirchen Stuttgart Hamburg Düsseldorf Keulen Leipzig Frankfurt am Main |                                        |

## Kwalificatie
| Land        | Gekwalificeerd als  | Kwalificatiedatum | Deelnames aan EK's                                                                | Winnaar van EK       |
| ----------- | ------------------- | ----------------- | --------------------------------------------------------------------------------- | -------------------- |
| Duitsland   | Gastland            | 27 september 2018 | (13) 1972, 1976, 1980, 1984, 1988, 1992, 1996, 2000, 2004, 2008, 2012, 2016, 2020 | (3) 1972, 1980, 1996 |
| Spanje      | Winnaar groep A     | 15 oktober 2023   | (11) 1964, 1980, 1984, 1988, 1996, 2000, 2004, 2008, 2012, 2016, 2020             | (3) 1964, 2008, 2012 |
| Schotland   | Tweede groep A      | 15 oktober 2023   | (3) 1992, 1996, 2020                                                              | (0)                  |
| Frankrijk   | Winnaar groep B     | 13 oktober 2023   | (10) 1960, 1984, 1992, 1996, 2000, 2004, 2008, 2012, 2016, 2020                   | (2) 1984, 2000       |
| Nederland   | Tweede groep B      | 18 november 2023  | (10) 1976, 1980, 1988, 1992, 1996, 2000, 2004, 2008, 2012, 2020                   | (1) 1988             |
| Engeland    | Winnaar groep C     | 17 oktober 2023   | (10) 1968, 1980, 1988, 1992, 1996, 2000, 2004, 2012, 2016, 2020                   | (0)                  |
| Italië      | Tweede groep C      | 20 november 2023  | (10) 1968, 1980, 1988, 1996, 2000, 2004, 2008, 2012, 2016, 2020                   | (2) 1968, 2020       |
| Turkije     | Winnaar groep D     | 15 oktober 2023   | (5) 1996, 2000, 2008, 2016, 2020                                                  | (0)                  |
| Kroatië     | Tweede groep D      | 21 november 2023  | (6) 1996, 2004, 2008, 2012, 2016, 2020                                            | (0)                  |
| Albanië     | Winnaar groep E     | 17 november 2023  | (1) 2016                                                                          | (0)                  |
| Tsjechië    | Tweede groep E      | 20 november 2023  | (11) 1996, 2000, 2004, 2008, 2012, 2016, 2020                                     | (0)                  |
| België      | Winnaar groep F     | 13 oktober 2023   | (6) 1972, 1980, 1984, 2000, 2016, 2020                                            | (0)                  |
| Oostenrijk  | Tweede groep F      | 16 oktober 2023   | (3) 2008, 2016, 2020                                                              | (0)                  |
| Hongarije   | Winnaar groep G     | 16 november 2023  | (4) 1964, 1972, 2016, 2020                                                        | (0)                  |
| Servië      | Tweede groep G      | 19 november 2023  | (0)                                                                               | (0)                  |
| Denemarken  | Winnaar groep H     | 17 november 2023  | (9) 1964, 1984, 1988, 1992, 1996, 2000, 2004, 2012, 2020                          | (1) 1992             |
| Slovenië    | Tweede groep H      | 20 november 2023  | (1) 2000                                                                          | (0)                  |
| Roemenië    | Winnaar groep I     | 18 november 2023  | (5) 1984, 1996, 2000, 2008, 2016                                                  | (0)                  |
| Zwitserland | Tweede groep I      | 18 november 2023  | (5) 1996, 2004, 2008, 2016, 2020                                                  | (0)                  |
| Portugal    | Winnaar groep J     | 13 oktober 2023   | (8) 1984, 1996, 2000, 2004, 2008, 2012, 2016, 2020                                | (1) 2016             |
| Slowakije   | Tweede groep J      | 16 november 2023  | (6) 2016, 2020                                                                    | (0)                  |
| Polen       | Winnaar play-offs A | 26 maart 2024     | (4) 2008, 2012, 2016, 2020                                                        | (0)                  |
| Oekraïne    | Winnaar play-offs B | 26 maart 2024     | (3) 2012, 2016, 2020                                                              | (0)                  |
| Georgië     | Winnaar play-offs C | 26 maart 2024     | (0)                                                                               | (0)                  |

1. 1 2  Van 1960 tot 1980 namen Tsjechië en Slowakije gezamenlijk deel aan het Europees kampioenschap als Tsjecho-Slowakije.
2. ↑  Van 1960 tot 1984 nam Servië deel aan het Europees kampioenschap als Joegoslavië en in 2000 als de Federale Republiek Joegoslavië.
3. ↑  In 1992 werd de kwalificatie van de Federale Republiek Joegoslavië geschrapt, omdat het land door de Verenigde Naties destijds was uitgesloten van deelname aan alle internationale sporten.

## Scheidsrechters
Op 23 april 2024 maakte de UEFA de 19 geselecteerde scheidsrechters bekend. Net als tijdens het EK 2020 zal er als onderdeel van de samenwerking tussen de UEFA en de CONMEBOL een arbitrageteam uit Zuid-Amerika afgevaardigd worden. 
Ook kondigde de UEFA op 23 april 2024 aan dat er 20 videoscheidsrechters (VAR) en 12 ondersteunde scheidsrechters, die als vierde official of reserve assistent-scheidsrechter zullen fungeren, aanwezig zullen zijn.
| Land                  | Scheidsrechter    | Assistent- scheidsrechters                   | Vierde official  | Reservegrensrechter (Vijfde official) | Videoscheidsrechter (VAR)                     | Assistent- videoscheidsrechter (AVAR) |
| --------------------- | ----------------- | -------------------------------------------- | ---------------- | ------------------------------------- | --------------------------------------------- | ------------------------------------- |
| Argentinië            | Facundo Tello     | Gabriel Chade Ezequiel Brailovsky            |                  |                                       |                                               |                                       |
| Bosnië en Herzegovina |                   |                                              | Irfan Peljto     | Senad Ibrišimbegović                  |                                               |                                       |
| Duitsland             | Daniel Siebert    | Jan Seidel Rafael Foltyn                     |                  |                                       | Bastian Dankert Christian Dingert Marco Fritz |                                       |
| Duitsland             | Felix Zwayer      | Stefan Lupp Marco Achmüller                  |                  |                                       | Bastian Dankert Christian Dingert Marco Fritz |                                       |
| Engeland              | Michael Oliver    | Stuart Burt Dan Cook                         |                  |                                       | Stuart Attwell David Coote                    |                                       |
| Engeland              | Anthony Taylor    | Gary Beswick Adam Nunn                       |                  |                                       | Stuart Attwell David Coote                    |                                       |
| Frankrijk             | François Letexier | Cyril Mugnier Mehdi Rahmouni                 |                  |                                       | Jérôme Brisard Willy Delajod                  |                                       |
| Frankrijk             | Clément Turpin    | Nicolas Danos Benjamin Pagès                 |                  |                                       | Jérôme Brisard Willy Delajod                  |                                       |
| Italië                | Marco Guida       | Filippo Meli Giorgio Peretti                 |                  |                                       | Massimiliano Irrati Paolo Valeri              |                                       |
| Italië                | Daniele Orsato    | Ciro Carbone Alessandro Giallatini           |                  |                                       | Massimiliano Irrati Paolo Valeri              |                                       |
| Litouwen              |                   |                                              | Donatas Rumšas   | Aleksandr Radiuš                      |                                               |                                       |
| Nederland             | Danny Makkelie    | Hessel Steegstra Jan de Vries                | Serdar Gözübüyük | Johan Balder                          | Rob Dieperink Pol van Boekel                  |                                       |
| Noorwegen             |                   |                                              | Espen Eskås      | Jan Erik Engan                        |                                               |                                       |
| Oekraïne              |                   |                                              | Mykola Balakin   | Oleksandr Berkoet                     |                                               |                                       |
| Polen                 | Szymon Marciniak  | Tomasz Listkiewicz Adam Kupsik               |                  |                                       | Bartosz Frankowski Tomasz Kwiatkowski         |                                       |
| Portugal              | Artur Soares Dias | Paulo Soares Pedro Ribeiro                   |                  |                                       | Tiago Martins                                 |                                       |
| Roemenië              | István Kovács     | Vasile Florin Marinescu Mihai Ovidiu Artene  |                  |                                       | Cătălin Popa                                  |                                       |
| Slovenië              | Slavko Vinčić     | Tomaž Klančnik Andraž Kovačič                | Rade Obrenovič   | Jure Praprotnik                       | Nejc Kajtazović                               |                                       |
| Slowakije             | Ivan Kružliak     | Branislav Hancko Ján Pozor                   |                  |                                       |                                               |                                       |
| Spanje                | Jesús Gil Manzano | Diego Barbero Sevilla Ángel Nevado Rodríguez |                  |                                       | Alejandro Hernández Juan Martínez Munuera     |                                       |
| Turkije               | Halil Umut Meler  | Mustafa Emre Eyisoy Kerem Ersoy              |                  |                                       | Alper Ulusoy                                  |                                       |
| Zweden                | Glenn Nyberg      | Mahbod Beigi Andreas Söderkvist              |                  |                                       |                                               |                                       |
| Zwitserland           | Sandro Schärer    | Stéphane De Almeida Bekim Zogaj              |                  |                                       | Fedayi San                                    |                                       |

## Openingsceremonie
De openingsceremonie vond plaats op 14 juni 2024 in de Allianz Arena in München, voorafgaand aan de openingswedstrijd van het toernooi. Tijdens de openingsceremonie werd de in januari 2024 overleden Franz Beckenbauer herdacht. Beckenbauer was doorheen zijn leven speler, trainer, voorzitter en bestuurslid van Bayern München. Zijn weduwe droeg samen met Jürgen Klinsmann en Bernard Dietz, de aanvoerders van de Duitse elftallen die het EK wonnen in 1996 en 1980, de Henri Delaunay-beker het stadion binnen. De Duitse zangeres Leony, de Amerikaanse band OneRepublic en het Italiaans dj-duo Meduza brachten het officiële EK-anthem Fire.

## Eindronde
De zes groepen (A tot en met F) bestaan elk uit vier ploegen, waarvan de beste twee van elke groep doorgaan naar de knock-outfase. Ook de vier beste derde ploegen gaan door naar de achtste finales, voor er wordt overgegaan naar de gebruikelijke kwartfinales, halve finales en de finale. Zo vallen er na de groepsfase slechts acht ploegen af. De 51 wedstrijden worden in een periode van 31 dagen afgewerkt.

### Loting
De loting voor de groepsfase van het toernooi werd gehouden op 2 december 2023 in de Elbphilharmonie in Hamburg. Bij de loting werden de gekwalificeerde landen verdeeld in zes groepen van vier.
Potindeling en speelschema
De 24 ploegen werden in zes groepen van vier ploegen geloot. De drie ploegen die zich via de play-offs plaatsten waren ten tijde van de loting nog niet bekend. Om deze reden werden die ploegen ingedeeld als: play-off-winnaars A tot en met C. De volgende criteria werden aangehouden tijdens de loting:
- De potindeling werd bepaald op basis van de overall ranking in de kwalificatie voor het Europees kampioenschap voetbal 2024 na afloop van de kwalificatie.

| Pot 1 (groepshoofden)                               | Pot 2                                                    | Pot 3                                                   | Pot 4                                            |
| --------------------------------------------------- | -------------------------------------------------------- | ------------------------------------------------------- | ------------------------------------------------ |
| Duitsland Portugal Frankrijk Spanje België Engeland | Hongarije Turkije Roemenië Denemarken Albanië Oostenrijk | Nederland Schotland Kroatië Slovenië Slowakije Tsjechië | Italië Servië Zwitserland Polen Oekraïne Georgië |

### Beslissingscriteria
In eerste instantie waren de teams gerangschikt op het aantal punten in alle groepswedstrijden. Mochten twee of meer teams hetzelfde puntenaantal hebben behaald, dan bepaalden de volgende criteria hun positie:
1. Hoogste aantal punten verkregen bij de onderlinge wedstrijden tussen de teams;
2. Doelsaldo verkregen bij de onderlinge wedstrijden tussen de gelijk eindigende teams (als er meer dan twee teams gelijk staan);
3. Hoogste aantal gemaakte doelpunten verkregen bij de onderlinge wedstrijden tussen de teams (als er meer dan twee teams gelijk staan);
4. Doelsaldo verkregen bij alle wedstrijden in de groep;
5. Hoogste aantal gemaakte doelpunten verkregen bij alle wedstrijden in de groep;
6. Mochten er twee teams in de laatste groepswedstrijd tegen elkaar spelen, de wedstrijd in een gelijkspel eindigen en de teams gelijk staan volgens criteria 1 t/m 6, dan spelen deze twee teams een strafschoppenserie om hun positie te bepalen. Dit geldt niet als er nog een ander team in dezelfde groep gelijk staat met deze twee teams;
7. Fair-Playklassement van het toernooi (1 punt voor een enkele gele kaart, 3 punten voor een rode kaart ten gevolge van 2 gele kaarten, 3 punten voor een directe rode kaart, 4 punten voor een gele kaart gevolgd door een directe rode kaart);
8. Positie op de UEFA-coëfficiëntenranglijst, waarbij de hoogst geklasseerde door zou gaan.

De vier beste derde ploegen werden bepaald volgens de volgende criteria:
1. Hoogste aantal punten verkregen bij de onderlinge wedstrijden in hun groep;
2. Doelsaldo verkregen bij de onderlinge wedstrijden tussen de gelijk eindigende teams;
3. Hoogste aantal gemaakte doelpunten verkregen bij de onderlinge wedstrijden tussen de gelijk geëindigde teams;
4. Fair-Playklassement van het toernooi (1 punt voor een enkele gele kaart, 3 punten voor een rode kaart ten gevolge van 2 gele kaarten, 3 punten voor een directe rode kaart, 4 punten voor een gele kaart gevolgd door een directe rode kaart);
5. Positie op de UEFA-coëfficiëntenranglijst, waarbij de hoogst geklasseerde door zou gaan.

### Structuur knock-outfase
De UEFA ontwikkelde de volgende samenstelling voor de achtste finales:
- Wedstrijd 1: Winnaar groep B v derde groep A/D/E/F
- Wedstrijd 2: Winnaar groep A v tweede groep C
- Wedstrijd 3: Winnaar groep F v derde groep A/B/C
- Wedstrijd 4: Tweede groep D v  tweede groep E
- Wedstrijd 5: Winnaar groep E v derde groep A/B/C/D
- Wedstrijd 6: Winnaar groep D v tweede groep F
- Wedstrijd 7: Winnaar groep C v derde groep D/E/F
- Wedstrijd 8: Tweede groep A v tweede groep B

De samenstellingen van de wedstrijden van de betreffende de ploegen die op de derde plaats eindigen in hun groep zijn afhankelijk van welke vier derde beste ploegen zich plaatsen voor de achtste finales.
| Vier beste derde ploegen | Winnaar groep B versus | Winnaar groep C versus | Winnaar groep E versus | Winnaar groep F versus |
| ------------------------ | ---------------------- | ---------------------- | ---------------------- | ---------------------- |
| A B C D                  | 3de plaats groep A     | 3de plaats groep D     | 3de plaats groep B     | 3de plaats groep C     |
| A B C E                  | 3de plaats groep A     | 3de plaats groep E     | 3de plaats groep B     | 3de plaats groep C     |
| A B C F                  | 3de plaats groep A     | 3de plaats groep F     | 3de plaats groep B     | 3de plaats groep C     |
| A B D E                  | 3de plaats groep D     | 3de plaats groep E     | 3de plaats groep A     | 3de plaats groep B     |
| A B D F                  | 3de plaats groep D     | 3de plaats groep F     | 3de plaats groep A     | 3de plaats groep B     |
| A B E F                  | 3de plaats groep E     | 3de plaats groep F     | 3de plaats groep B     | 3de plaats groep A     |
| A C D E                  | 3de plaats groep E     | 3de plaats groep D     | 3de plaats groep C     | 3de plaats groep A     |
| A C D F                  | 3de plaats groep F     | 3de plaats groep D     | 3de plaats groep C     | 3de plaats groep A     |
| A C E F                  | 3de plaats groep E     | 3de plaats groep F     | 3de plaats groep C     | 3de plaats groep A     |
| A D E F                  | 3de plaats groep E     | 3de plaats groep F     | 3de plaats groep D     | 3de plaats groep A     |
| B C D E                  | 3de plaats groep E     | 3de plaats groep D     | 3de plaats groep B     | 3de plaats groep C     |
| B C D F                  | 3de plaats groep F     | 3de plaats groep D     | 3de plaats groep C     | 3de plaats groep B     |
| B C E F                  | 3de plaats groep F     | 3de plaats groep E     | 3de plaats groep C     | 3de plaats groep B     |
| B D E F                  | 3de plaats groep F     | 3de plaats groep E     | 3de plaats groep D     | 3de plaats groep B     |
| C D E F                  | 3de plaats groep F     | 3de plaats groep E     | 3de plaats groep D     | 3de plaats groep C     |

## Groepsfase
Puntentelling
De groepen spelen in een halve competitie, waarbij elk land eenmaal tegen elk ander land uit zijn eigen groep speelt. Volgens het driepuntensysteem krijgt een land drie punten voor een zege, één voor een gelijkspel en nul voor een nederlaag. De eerste twee landen uit elke groep en de vier beste nummers drie gaan door naar de volgende ronde.
Beslissingscriteria

Resultaten deelnemers EK 2024
Winnaar
Tweede plaats
Halve finale
Kwartfinale
Achtste finale
Groepsfase

Wanneer teams na het beëindigen van de groepsfase met evenveel punten eindigen, worden een aantal opeenvolgende criteria doorlopen tot een verschil wordt gevonden en men de twee ploegen kan ordenen:
1. Als twee of meer landen in de groepsfase bij het EK uitkomen op hetzelfde puntentotaal, wordt bij het opmaken van de eindstand eerst gekeken naar het onderlinge resultaat tussen die landen en pas daarna naar het doelsaldo.
2. Doelpuntensaldo als resultaat van de groepswedstrijden tegen andere ploegen met gelijk aantal punten.
3. Meeste doelpunten gemaakt in de groepswedstrijden tegen andere ploegen met gelijk aantal punten.
4. Wanneer teams na het toepassen van de eerste drie criteria nog steeds gelijk staan, zullen criteria 1 tot en met 3 opnieuw worden toegepast. Maar nu alleen tussen de teams in kwestie. Wanneer teams nog steeds gelijk staan, worden criteria 5 tot en met 9 toegepast.
5. Het doelpuntensaldo over alle groepswedstrijden.
6. Meeste doelpunten gemaakt in alle groepswedstrijden.
7. Als twee teams hetzelfde aantal punten hebben en ook gelijk staan volgens criteria 1 tot en met 6 nadat ze in de laatste wedstrijd van de groepsfase tegen elkaar hebben gespeeld, wordt hun positie bepaald door een strafschoppenserie. Dit criterium wordt niet gebruikt als er meer dan twee teams op hetzelfde aantal punten eindigen.
8. Fair Play-ranglijst (1 punt voor een losse gele kaart, 3 punten voor een rode kaart als gevolg van twee gele kaarten, 3 punten voor een directe rode kaart en 4 punten voor een gele kaart gevolgd door een directe rode kaart).
9. Positie op de UEFA-coëfficiëntenranglijst, waarbij de hoogst geklasseerde door zou gaan.

### Groep A
| Pos | Team          | Wed | W | G | V | Ptn | DV | DT | +/− | Kwalificatie          |
| --- | ------------- | --- | - | - | - | --- | -- | -- | --- | --------------------- |
| 1   | Duitsland (G) | 3   | 2 | 1 | 0 | 7   | 8  | 2  | +6  | Naar de knock-outfase |
| 2   | Zwitserland   | 3   | 1 | 2 | 0 | 5   | 5  | 3  | +2  | Naar de knock-outfase |
| 3   | Hongarije     | 3   | 1 | 0 | 2 | 3   | 2  | 5  | −3  |                       |
| 4   | Schotland     | 3   | 0 | 1 | 2 | 1   | 2  | 7  | −5  |                       |

|                                               |                                                                   |         |                                 | |
| 14 juni 2024 «onderlinge duels» 21:00 (UTC+2) | Duitsland                                                         | 5 – 1   | Schotland                       | Allianz Arena, München Toeschouwers: 65.052 Scheidsrechter: Clément Turpin Video-assistent: Jérôme Brisard |
| 14 juni 2024 «onderlinge duels» 21:00 (UTC+2) | Wirtz 10' Musiala 19' Havertz 45+1' (pen.) Füllkrug 68' Can 90+3' | Verslag | 44' Porteous 87' (e.d.) Rüdiger | Allianz Arena, München Toeschouwers: 65.052 Scheidsrechter: Clément Turpin Video-assistent: Jérôme Brisard |

|                                               |           |         |                                     | |
| 15 juni 2024 «onderlinge duels» 15:00 (UTC+2) | Hongarije | 1 – 3   | Zwitserland                         | RheinEnergieStadion, Keulen Toeschouwers: 41.676 Scheidsrechter: Slavko Vinčić Video-assistent: Nejc Kajtazović |
| 15 juni 2024 «onderlinge duels» 15:00 (UTC+2) | Varga 66' | Verslag | 12' Duah 45' Aebischer 90+3' Embolo | RheinEnergieStadion, Keulen Toeschouwers: 41.676 Scheidsrechter: Slavko Vinčić Video-assistent: Nejc Kajtazović |

|                                               |                          |         |           | |
| 19 juni 2024 «onderlinge duels» 18:00 (UTC+2) | Duitsland                | 2 – 0   | Hongarije | MHPArena, Stuttgart Toeschouwers: 54.000 Scheidsrechter: Danny Makkelie Video-assistent: Rob Dieperink |
| 19 juni 2024 «onderlinge duels» 18:00 (UTC+2) | Musiala 22' Gündoğan 67' | Verslag |           | MHPArena, Stuttgart Toeschouwers: 54.000 Scheidsrechter: Danny Makkelie Video-assistent: Rob Dieperink |

|                                               |               |         |             | |
| 19 juni 2024 «onderlinge duels» 21:00 (UTC+2) | Schotland     | 1 – 1   | Zwitserland | RheinEnergieStadion, Keulen Toeschouwers: 42.711 Scheidsrechter: Ivan Kružliak Video-assistent: Tomasz Kwiatkowski |
| 19 juni 2024 «onderlinge duels» 21:00 (UTC+2) | McTominay 13' | Verslag | 26' Shaqiri | RheinEnergieStadion, Keulen Toeschouwers: 42.711 Scheidsrechter: Ivan Kružliak Video-assistent: Tomasz Kwiatkowski |

|                                               |             |         |                | |
| 23 juni 2024 «onderlinge duels» 21:00 (UTC+2) | Zwitserland | 1 – 1   | Duitsland      | Deutsche Bank Park, Frankfurt am Main Toeschouwers: 46.685 Scheidsrechter: Daniele Orsato Video-assistent: Massimiliano Irrati |
| 23 juni 2024 «onderlinge duels» 21:00 (UTC+2) | Ndoye 28'   | Verslag | 90+2' Füllkrug | Deutsche Bank Park, Frankfurt am Main Toeschouwers: 46.685 Scheidsrechter: Daniele Orsato Video-assistent: Massimiliano Irrati |

|                                               |           |         |                | |
| 23 juni 2024 «onderlinge duels» 21:00 (UTC+2) | Schotland | 0 – 1   | Hongarije      | MHPArena, Stuttgart Toeschouwers: 54.000 Scheidsrechter: Facundo Tello Video-assistent: Alejandro Hernández |
| 23 juni 2024 «onderlinge duels» 21:00 (UTC+2) |           | Verslag | 90+10' Csoboth | MHPArena, Stuttgart Toeschouwers: 54.000 Scheidsrechter: Facundo Tello Video-assistent: Alejandro Hernández |

### Groep B
| Pos | Team    | Wed | W | G | V | Ptn | DV | DT | +/− | Kwalificatie          |
| --- | ------- | --- | - | - | - | --- | -- | -- | --- | --------------------- |
| 1   | Spanje  | 3   | 3 | 0 | 0 | 9   | 5  | 0  | +5  | Naar de knock-outfase |
| 2   | Italië  | 3   | 1 | 1 | 1 | 4   | 3  | 3  | 0   | Naar de knock-outfase |
| 3   | Kroatië | 3   | 0 | 2 | 1 | 2   | 3  | 6  | −3  |                       |
| 4   | Albanië | 3   | 0 | 1 | 2 | 1   | 3  | 5  | −2  |                       |

|                                               |                                      |         |                     | |
| 15 juni 2024 «onderlinge duels» 18:00 (UTC+2) | Spanje                               | 3 – 0   | Kroatië             | Olympiastadion, Berlijn Toeschouwers: 68.844 Scheidsrechter: Michael Oliver Video-assistent: Stuart Attwell |
| 15 juni 2024 «onderlinge duels» 18:00 (UTC+2) | Morata 29' Fabián 32' Carvajal 45+2' | Verslag | 80' (pen.) Petković | Olympiastadion, Berlijn Toeschouwers: 68.844 Scheidsrechter: Michael Oliver Video-assistent: Stuart Attwell |

|                                               |                         |         |            | |
| 15 juni 2024 «onderlinge duels» 21:00 (UTC+2) | Italië                  | 2 – 1   | Albanië    | Signal Iduna Park, Dortmund Toeschouwers: 60.512 Scheidsrechter: Felix Zwayer Video-assistent: Bastian Dankert |
| 15 juni 2024 «onderlinge duels» 21:00 (UTC+2) | Bastoni 11' Barella 16' | Verslag | 1' Bajrami | Signal Iduna Park, Dortmund Toeschouwers: 60.512 Scheidsrechter: Felix Zwayer Video-assistent: Bastian Dankert |

|                                               |                                 |         |                        | |
| 19 juni 2024 «onderlinge duels» 15:00 (UTC+2) | Kroatië                         | 2 – 2   | Albanië                | Volksparkstadion, Hamburg Toeschouwers: 46.784 Scheidsrechter: François Letexier Video-assistent: Willy Delajod |
| 19 juni 2024 «onderlinge duels» 15:00 (UTC+2) | Kramarić 74' Gjasula 76' (e.d.) | Verslag | 11' Laçi 90+5' Gjasula | Volksparkstadion, Hamburg Toeschouwers: 46.784 Scheidsrechter: François Letexier Video-assistent: Willy Delajod |

|                                               |                      |         |        | |
| 20 juni 2024 «onderlinge duels» 21:00 (UTC+2) | Spanje               | 1 – 0   | Italië | Veltins-Arena, Gelsenkirchen Toeschouwers: 49.528 Scheidsrechter: Slavko Vinčić Video-assistent: Nejc Kajtazović |
| 20 juni 2024 «onderlinge duels» 21:00 (UTC+2) | Calafiori 55' (e.d.) | Verslag |        | Veltins-Arena, Gelsenkirchen Toeschouwers: 49.528 Scheidsrechter: Slavko Vinčić Video-assistent: Nejc Kajtazović |

|                                               |         |         |            | |
| 24 juni 2024 «onderlinge duels» 21:00 (UTC+2) | Albanië | 0 – 1   | Spanje     | Merkur Spiel-Arena, Düsseldorf Toeschouwers: 40.586 Scheidsrechter: Glenn Nyberg Video-assistent: Christian Dingert |
| 24 juni 2024 «onderlinge duels» 21:00 (UTC+2) |         | Verslag | 13' Torres | Merkur Spiel-Arena, Düsseldorf Toeschouwers: 40.586 Scheidsrechter: Glenn Nyberg Video-assistent: Christian Dingert |

|                                               |                        |         |                | |
| 24 juni 2024 «onderlinge duels» 21:00 (UTC+2) | Kroatië                | 1 – 1   | Italië         | Red Bull Arena, Leipzig Toeschouwers: 38.322 Scheidsrechter: Danny Makkelie Video-assistent: Rob Dieperink |
| 24 juni 2024 «onderlinge duels» 21:00 (UTC+2) | Modrić 54' (pen.), 55' | Verslag | 90+8' Zaccagni | Red Bull Arena, Leipzig Toeschouwers: 38.322 Scheidsrechter: Danny Makkelie Video-assistent: Rob Dieperink |

### Groep C
| Pos | Team       | Wed | W | G | V | Ptn | DV | DT | +/− | Kwalificatie                                     |
| --- | ---------- | --- | - | - | - | --- | -- | -- | --- | ------------------------------------------------ |
| 1   | Engeland   | 3   | 1 | 2 | 0 | 5   | 2  | 1  | +1  | Naar de knock-outfase                            |
| 2   | Denemarken | 3   | 0 | 3 | 0 | 3   | 2  | 2  | 0   | Naar de knock-outfase                            |
| 3   | Slovenië   | 3   | 0 | 3 | 0 | 3   | 2  | 2  | 0   | Naar de knock-outfase (bij de beste 4 nummers 3) |
| 4   | Servië     | 3   | 0 | 2 | 1 | 2   | 1  | 2  | −1  |                                                  |

1. 1 2  Gelijke stand op onderling resultaat (Slovenië 1–1 Denemarken), totale doelsaldo (0) en aantal gemaakte doelpunten (2). Gerangschikt op Fair-playscore als doorslaggevend: Denemarken –6, Slovenië –7.

|                                               |           |         |             | |
| 16 juni 2024 «onderlinge duels» 18:00 (UTC+2) | Slovenië  | 1 – 1   | Denemarken  | MHPArena, Stuttgart Toeschouwers: 54.000 Scheidsrechter: Sandro Schärer Video-assistent: Fedayi San |
| 16 juni 2024 «onderlinge duels» 18:00 (UTC+2) | Janža 77' | Verslag | 17' Eriksen | MHPArena, Stuttgart Toeschouwers: 54.000 Scheidsrechter: Sandro Schärer Video-assistent: Fedayi San |

|                                               |        |         |                | |
| 16 juni 2024 «onderlinge duels» 21:00 (UTC+2) | Servië | 0 – 1   | Engeland       | Veltins-Arena, Gelsenkirchen Toeschouwers: 48.953 Scheidsrechter: Daniele Orsato Video-assistent: Massimiliano Irrati |
| 16 juni 2024 «onderlinge duels» 21:00 (UTC+2) |        | Verslag | 13' Bellingham | Veltins-Arena, Gelsenkirchen Toeschouwers: 48.953 Scheidsrechter: Daniele Orsato Video-assistent: Massimiliano Irrati |

|                                               |               |         |             | |
| 20 juni 2024 «onderlinge duels» 15:00 (UTC+2) | Slovenië      | 1 – 1   | Servië      | Allianz Arena, München Toeschouwers: 63.028 Scheidsrechter: István Kovács Video-assistent: Pol van Boekel |
| 20 juni 2024 «onderlinge duels» 15:00 (UTC+2) | Karničnik 69' | Verslag | 90+5' Jović | Allianz Arena, München Toeschouwers: 63.028 Scheidsrechter: István Kovács Video-assistent: Pol van Boekel |

|                                               |              |         |          | |
| 20 juni 2024 «onderlinge duels» 18:00 (UTC+2) | Denemarken   | 1 – 1   | Engeland | Deutsche Bank Park, Frankfurt am Main Toeschouwers: 46.177 Scheidsrechter: Artur Soares Dias Video-assistent: Tiago Martins |
| 20 juni 2024 «onderlinge duels» 18:00 (UTC+2) | Hjulmand 34' | Verslag | 18' Kane | Deutsche Bank Park, Frankfurt am Main Toeschouwers: 46.177 Scheidsrechter: Artur Soares Dias Video-assistent: Tiago Martins |

|                                               |          |       |          | |
| 25 juni 2024 «onderlinge duels» 21:00 (UTC+2) | Engeland | 0 – 0 | Slovenië | RheinEnergieStadion, Keulen Toeschouwers: 41.536 Scheidsrechter: Clément Turpin Video-assistent: Jérôme Brisard |
| 25 juni 2024 «onderlinge duels» 21:00 (UTC+2) | Verslag  |       |          | RheinEnergieStadion, Keulen Toeschouwers: 41.536 Scheidsrechter: Clément Turpin Video-assistent: Jérôme Brisard |

|                                               |            |       |        | |
| 25 juni 2024 «onderlinge duels» 21:00 (UTC+2) | Denemarken | 0 – 0 | Servië | Allianz Arena, München Toeschouwers: 64.288 Scheidsrechter: François Letexier Video-assistent: Bastian Dankert |
| 25 juni 2024 «onderlinge duels» 21:00 (UTC+2) | Verslag    |       |        | Allianz Arena, München Toeschouwers: 64.288 Scheidsrechter: François Letexier Video-assistent: Bastian Dankert |

### Groep D
| Pos | Team       | Wed | W | G | V | Ptn | DV | DT | +/− | Kwalificatie                                     |
| --- | ---------- | --- | - | - | - | --- | -- | -- | --- | ------------------------------------------------ |
| 1   | Oostenrijk | 3   | 2 | 0 | 1 | 6   | 6  | 4  | +2  | Naar de knock-outfase                            |
| 2   | Frankrijk  | 3   | 1 | 2 | 0 | 5   | 2  | 1  | +1  | Naar de knock-outfase                            |
| 3   | Nederland  | 3   | 1 | 1 | 1 | 4   | 4  | 4  | 0   | Naar de knock-outfase (bij de beste 4 nummers 3) |
| 4   | Polen      | 3   | 0 | 1 | 2 | 1   | 3  | 6  | −3  |                                                  |

|                                               |           |         |                        | |
| 16 juni 2024 «onderlinge duels» 15:00 (UTC+2) | Polen     | 1 – 2   | Nederland              | Volksparkstadion, Hamburg Toeschouwers: 48.117 Scheidsrechter: Artur Soares Dias Video-assistent: Tiago Martins |
| 16 juni 2024 «onderlinge duels» 15:00 (UTC+2) | Buksa 16' | Verslag | 29' Gakpo 83' Weghorst | Volksparkstadion, Hamburg Toeschouwers: 48.117 Scheidsrechter: Artur Soares Dias Video-assistent: Tiago Martins |

|                                               |            |         |                  | |
| 17 juni 2024 «onderlinge duels» 21:00 (UTC+2) | Oostenrijk | 0 – 1   | Frankrijk        | Merkur Spiel-Arena, Düsseldorf Toeschouwers: 46.425 Scheidsrechter: Jesús Gil Manzano Video-assistent: Juan Martínez Munuera |
| 17 juni 2024 «onderlinge duels» 21:00 (UTC+2) |            | Verslag | 38' (e.d.) Wöber | Merkur Spiel-Arena, Düsseldorf Toeschouwers: 46.425 Scheidsrechter: Jesús Gil Manzano Video-assistent: Juan Martínez Munuera |

|                                               |            |         |                                                  | |
| 21 juni 2024 «onderlinge duels» 18:00 (UTC+2) | Polen      | 1 – 3   | Oostenrijk                                       | Olympiastadion, Berlijn Toeschouwers: 69.455 Scheidsrechter: Halil Umut Meler Video-assistent: Paolo Valeri |
| 21 juni 2024 «onderlinge duels» 18:00 (UTC+2) | Piątek 30' | Verslag | 9' Trauner 66' Baumgartner 78' (pen.) Arnautović | Olympiastadion, Berlijn Toeschouwers: 69.455 Scheidsrechter: Halil Umut Meler Video-assistent: Paolo Valeri |

|                                               |           |       |           | |
| 21 juni 2024 «onderlinge duels» 21:00 (UTC+2) | Nederland | 0 – 0 | Frankrijk | Red Bull Arena, Leipzig Toeschouwers: 38.531 Scheidsrechter: Anthony Taylor Video-assistent: Stuart Attwell |
| 21 juni 2024 «onderlinge duels» 21:00 (UTC+2) | Verslag   |       |           | Red Bull Arena, Leipzig Toeschouwers: 38.531 Scheidsrechter: Anthony Taylor Video-assistent: Stuart Attwell |

|                                               |                     |         |                                         | |
| 25 juni 2024 «onderlinge duels» 18:00 (UTC+2) | Nederland           | 2 – 3   | Oostenrijk                              | Olympiastadion, Berlijn Toeschouwers: 68.363 Scheidsrechter: Ivan Kružliak Video-assistent: Marco Fritz |
| 25 juni 2024 «onderlinge duels» 18:00 (UTC+2) | Gakpo 47' Depay 75' | Verslag | 6' (e.d.) Malen 59' Schmid 80' Sabitzer | Olympiastadion, Berlijn Toeschouwers: 68.363 Scheidsrechter: Ivan Kružliak Video-assistent: Marco Fritz |

|                                               |                   |         |                        | |
| 25 juni 2024 «onderlinge duels» 18:00 (UTC+2) | Frankrijk         | 1 – 1   | Polen                  | Signal Iduna Park, Dortmund Toeschouwers: 59.728 Scheidsrechter: Marco Guida Video-assistent: Massimiliano Irrati |
| 25 juni 2024 «onderlinge duels» 18:00 (UTC+2) | Mbappé 56' (pen.) | Verslag | 79' (pen.) Lewandowski | Signal Iduna Park, Dortmund Toeschouwers: 59.728 Scheidsrechter: Marco Guida Video-assistent: Massimiliano Irrati |

### Groep E
| Pos | Team      | Wed | W | G | V | Ptn | DV | DT | +/− | Kwalificatie                                     |
| --- | --------- | --- | - | - | - | --- | -- | -- | --- | ------------------------------------------------ |
| 1   | Roemenië  | 3   | 1 | 1 | 1 | 4   | 4  | 3  | +1  | Naar de knock-outfase                            |
| 2   | België    | 3   | 1 | 1 | 1 | 4   | 2  | 1  | +1  | Naar de knock-outfase                            |
| 3   | Slowakije | 3   | 1 | 1 | 1 | 4   | 3  | 3  | 0   | Naar de knock-outfase (bij de beste 4 nummers 3) |
| 4   | Oekraïne  | 3   | 1 | 1 | 1 | 4   | 2  | 4  | −2  |                                                  |

|                                               |                                     |         |          | |
| 17 juni 2024 «onderlinge duels» 15:00 (UTC+2) | Roemenië                            | 3 – 0   | Oekraïne | Allianz Arena, München Toeschouwers: 61.591 Scheidsrechter: Glenn Nyberg Video-assistent: Rob Dieperink |
| 17 juni 2024 «onderlinge duels» 15:00 (UTC+2) | Stanciu 29' R. Marin 53' Drăguș 57' | Verslag |          | Allianz Arena, München Toeschouwers: 61.591 Scheidsrechter: Glenn Nyberg Video-assistent: Rob Dieperink |

|                                               |        |         |            | |
| 17 juni 2024 «onderlinge duels» 18:00 (UTC+2) | België | 0 – 1   | Slowakije  | Deutsche Bank Park, Frankfurt am Main Toeschouwers: 45.181 Scheidsrechter: Halil Umut Meler Video-assistent: Bastian Dankert |
| 17 juni 2024 «onderlinge duels» 18:00 (UTC+2) |        | Verslag | 7' Schranz | Deutsche Bank Park, Frankfurt am Main Toeschouwers: 45.181 Scheidsrechter: Halil Umut Meler Video-assistent: Bastian Dankert |

|                                               |             |         |                                | |
| 21 juni 2024 «onderlinge duels» 15:00 (UTC+2) | Slowakije   | 1 – 2   | Oekraïne                       | Merkur Spiel-Arena, Düsseldorf Toeschouwers: 43.910 Scheidsrechter: Michael Oliver Video-assistent: Bastian Dankert |
| 21 juni 2024 «onderlinge duels» 15:00 (UTC+2) | Schranz 17' | Verslag | 54' Sjaparenko 80' Jaremtsjoek | Merkur Spiel-Arena, Düsseldorf Toeschouwers: 43.910 Scheidsrechter: Michael Oliver Video-assistent: Bastian Dankert |

|                                               |                            |         |          | |
| 22 juni 2024 «onderlinge duels» 21:00 (UTC+2) | België                     | 2 – 0   | Roemenië | RheinEnergieStadion, Keulen Toeschouwers: 42.535 Scheidsrechter: Szymon Marciniak Video-assistent: Tomasz Kwiatkowski |
| 22 juni 2024 «onderlinge duels» 21:00 (UTC+2) | Tielemans 2' De Bruyne 80' | Verslag |          | RheinEnergieStadion, Keulen Toeschouwers: 42.535 Scheidsrechter: Szymon Marciniak Video-assistent: Tomasz Kwiatkowski |

|                                               |           |         |                     | |
| 26 juni 2024 «onderlinge duels» 18:00 (UTC+2) | Slowakije | 1 – 1   | Roemenië            | Deutsche Bank Park, Frankfurt am Main Toeschouwers: 45.033 Scheidsrechter: Daniel Siebert Video-assistent: Bastian Dankert |
| 26 juni 2024 «onderlinge duels» 18:00 (UTC+2) | Duda 24'  | Verslag | 37' (pen.) R. Marin | Deutsche Bank Park, Frankfurt am Main Toeschouwers: 45.033 Scheidsrechter: Daniel Siebert Video-assistent: Bastian Dankert |

|                                               |          |       |        | |
| 26 juni 2024 «onderlinge duels» 18:00 (UTC+2) | Oekraïne | 0 – 0 | België | MHPArena, Stuttgart Toeschouwers: 54.000 Scheidsrechter: Anthony Taylor Video-assistent: Stuart Attwell |
| 26 juni 2024 «onderlinge duels» 18:00 (UTC+2) | Verslag  |       |        | MHPArena, Stuttgart Toeschouwers: 54.000 Scheidsrechter: Anthony Taylor Video-assistent: Stuart Attwell |

### Groep F
| Pos | Team     | Wed | W | G | V | Ptn | DV | DT | +/− | Kwalificatie                                     |
| --- | -------- | --- | - | - | - | --- | -- | -- | --- | ------------------------------------------------ |
| 1   | Portugal | 3   | 2 | 0 | 1 | 6   | 5  | 3  | +2  | Naar de knock-outfase                            |
| 2   | Turkije  | 3   | 2 | 0 | 1 | 6   | 5  | 5  | 0   | Naar de knock-outfase                            |
| 3   | Georgië  | 3   | 1 | 1 | 1 | 4   | 4  | 4  | 0   | Naar de knock-outfase (bij de beste 4 nummers 3) |
| 4   | Tsjechië | 3   | 0 | 1 | 2 | 1   | 3  | 5  | −2  |                                                  |

1. 1 2  Gerangschikt op onderling aantal punten: Portugal 3, Turkije 0.

|                                               |                                       |         |                | |
| 18 juni 2024 «onderlinge duels» 18:00 (UTC+2) | Turkije                               | 3 – 1   | Georgië        | Signal Iduna Park, Dortmund Toeschouwers: 59.127 Scheidsrechter: Facundo Tello Video-assistent: Alejandro Hernández |
| 18 juni 2024 «onderlinge duels» 18:00 (UTC+2) | Müldür 25' Güler 65' Aktürkoğlu 90+7' | Verslag | 32' Mikautadze | Signal Iduna Park, Dortmund Toeschouwers: 59.127 Scheidsrechter: Facundo Tello Video-assistent: Alejandro Hernández |

|                                               |                                   |         |            | |
| 18 juni 2024 «onderlinge duels» 21:00 (UTC+2) | Portugal                          | 2 – 1   | Tsjechië   | Red Bull Arena, Leipzig Toeschouwers: 38.421 Scheidsrechter: Marco Guida Video-assistent: Massimiliano Irrati |
| 18 juni 2024 «onderlinge duels» 21:00 (UTC+2) | Hranáč 69' (e.d.) Conceição 90+2' | Verslag | 62' Provod | Red Bull Arena, Leipzig Toeschouwers: 38.421 Scheidsrechter: Marco Guida Video-assistent: Massimiliano Irrati |

|                                               |                         |         |            | |
| 22 juni 2024 «onderlinge duels» 15:00 (UTC+2) | Georgië                 | 1 – 1   | Tsjechië   | Volksparkstadion, Hamburg Toeschouwers: 46.524 Scheidsrechter: Daniel Siebert Video-assistent: Marco Fritz |
| 22 juni 2024 «onderlinge duels» 15:00 (UTC+2) | Mikautadze 45+4' (pen.) | Verslag | 59' Schick | Volksparkstadion, Hamburg Toeschouwers: 46.524 Scheidsrechter: Daniel Siebert Video-assistent: Marco Fritz |

|                                               |         |         |                                               | |
| 22 juni 2024 «onderlinge duels» 18:00 (UTC+2) | Turkije | 0 – 3   | Portugal                                      | Signal Iduna Park, Dortmund Toeschouwers: 61.047 Scheidsrechter: Felix Zwayer Video-assistent: Bastian Dankert |
| 22 juni 2024 «onderlinge duels» 18:00 (UTC+2) |         | Verslag | 21' B. Silva 28' (e.d.) Akaydın 56' Fernandes | Signal Iduna Park, Dortmund Toeschouwers: 61.047 Scheidsrechter: Felix Zwayer Video-assistent: Bastian Dankert |

|                                               |                                        |         |          | |
| 26 juni 2024 «onderlinge duels» 21:00 (UTC+2) | Georgië                                | 2 – 0   | Portugal | Veltins-Arena, Gelsenkirchen Toeschouwers: 49.616 Scheidsrechter: Sandro Schärer Video-assistent: Fedayi San |
| 26 juni 2024 «onderlinge duels» 21:00 (UTC+2) | Kvaratschelia 2' Mikautadze 57' (pen.) | Verslag |          | Veltins-Arena, Gelsenkirchen Toeschouwers: 49.616 Scheidsrechter: Sandro Schärer Video-assistent: Fedayi San |

|                                               |                                       |         |                            | |
| 26 juni 2024 «onderlinge duels» 21:00 (UTC+2) | Tsjechië                              | 1 – 2   | Turkije                    | Volksparkstadion, Hamburg Toeschouwers: 47.683 Scheidsrechter: István Kovács Video-assistent: Tomasz Kwiatkowski |
| 26 juni 2024 «onderlinge duels» 21:00 (UTC+2) | Barák 11', 20' Souček 66' Chorý 90+8' | Verslag | 51' Çalhanoğlu 90+4' Tosun | Volksparkstadion, Hamburg Toeschouwers: 47.683 Scheidsrechter: István Kovács Video-assistent: Tomasz Kwiatkowski |

### Eindstand beste nummers drie
| Pos | Grp | Team      | Wed | W | G | V | Ptn | DV | DT | +/− | Kwalificatie          |
| --- | --- | --------- | --- | - | - | - | --- | -- | -- | --- | --------------------- |
| 1   | D   | Nederland | 3   | 1 | 1 | 1 | 4   | 4  | 4  | 0   | Naar de knock-outfase |
| 2   | F   | Georgië   | 3   | 1 | 1 | 1 | 4   | 4  | 4  | 0   | Naar de knock-outfase |
| 3   | E   | Slowakije | 3   | 1 | 1 | 1 | 4   | 3  | 3  | 0   | Naar de knock-outfase |
| 4   | C   | Slovenië  | 3   | 0 | 3 | 0 | 3   | 2  | 2  | 0   | Naar de knock-outfase |
| 5   | A   | Hongarije | 3   | 1 | 0 | 2 | 3   | 2  | 5  | −3  |                       |
| 6   | B   | Kroatië   | 3   | 0 | 2 | 1 | 2   | 3  | 6  | −3  |                       |

1. 1 2  Gerangschikt op Fair-playscore: Nederland –2, Georgië –6.

## Knock-outfase

### Gekwalificeerde teams
| Groep | Groepswinnaars | Nummers twee | Nummers drie (Beste vier kwalificeren zich) |
| ----- | -------------- | ------------ | ------------------------------------------- |
| A     | Duitsland      | Zwitserland  | —                                           |
| B     | Spanje         | Italië       | —                                           |
| C     | Engeland       | Denemarken   | Slovenië                                    |
| D     | Oostenrijk     | Frankrijk    | Nederland                                   |
| E     | Roemenië       | België       | Slowakije                                   |
| F     | Portugal       | Turkije      | Georgië                                     |

### Wedstrijdschema
|  | Achtste finales                 | Achtste finales          |                         |       | Kwartfinales | Kwartfinales |  |  | Halve finales | Halve finales |  |  | Finale | Finale |
|  |                                 |                          |                         |       |              |              |  |  |               |               |  |  |        |        |
|  | 30 juni 2024 – Keulen           |                          |                         |       |              |              |  |  |               |               |  |  |        |        |
|  |                                 |                          |                         |       |              |              |  |  |               |               |  |  |        |        |
|  | Spanje                          | 4                        |                         |       |              |              |  |  |               |               |  |  |        |        |
|  | Spanje                          | 4                        | 5 juli 2024 – Stuttgart |       |              |              |  |  |               |               |  |  |        |        |
|  | Georgië                         | 1                        |                         |       |              |              |  |  |               |               |  |  |        |        |
|  | Georgië                         | 1                        | Spanje (w.n.v.)         | 2     |              |              |  |  |               |               |  |  |        |        |
|  | 29 juni 2024 – Dortmund         |                          | Spanje (w.n.v.)         | 2     |              |              |  |  |               |               |  |  |        |        |
|  |                                 | Duitsland                | 1                       |       |              |              |  |  |               |               |  |  |        |        |
|  | Duitsland                       | Duitsland                | 1                       | 2     |              |              |  |  |               |               |  |  |        |        |
|  | Duitsland                       |                          | 9 juli 2024 – München   | 2     |              |              |  |  |               |               |  |  |        |        |
|  | Denemarken                      | 0                        |                         |       |              |              |  |  |               |               |  |  |        |        |
|  | Denemarken                      | 0                        | Spanje                  | 2     |              |              |  |  |               |               |  |  |        |        |
|  | 1 juli 2024 – Frankfurt am Main |                          | Spanje                  | 2     |              |              |  |  |               |               |  |  |        |        |
|  |                                 | Frankrijk                | 1                       |       |              |              |  |  |               |               |  |  |        |        |
|  | Portugal (w.n.s.)               | Frankrijk                | 1                       | 0 (3) |              |              |  |  |               |               |  |  |        |        |
|  | Portugal (w.n.s.)               | 5 juli 2024 – Hamburg    |                         | 0 (3) |              |              |  |  |               |               |  |  |        |        |
|  | Slovenië                        | 0 (0)                    |                         |       |              |              |  |  |               |               |  |  |        |        |
|  | Slovenië                        | 0 (0)                    | Portugal                | 0 (3) |              |              |  |  |               |               |  |  |        |        |
|  | 1 juli 2024 – Düsseldorf        |                          | Portugal                | 0 (3) |              |              |  |  |               |               |  |  |        |        |
|  |                                 | Frankrijk (w.n.s.)       | 0 (5)                   |       |              |              |  |  |               |               |  |  |        |        |
|  | Frankrijk                       | Frankrijk (w.n.s.)       | 0 (5)                   | 1     |              |              |  |  |               |               |  |  |        |        |
|  | Frankrijk                       |                          | 14 juli 2024 – Berlijn  | 1     |              |              |  |  |               |               |  |  |        |        |
|  | België                          | 0                        |                         |       |              |              |  |  |               |               |  |  |        |        |
|  | België                          | 0                        | Spanje                  | 2     |              |              |  |  |               |               |  |  |        |        |
|  | 2 juli 2024 – München           |                          | Spanje                  | 2     |              |              |  |  |               |               |  |  |        |        |
|  |                                 | Engeland                 | 1                       |       |              |              |  |  |               |               |  |  |        |        |
|  | Roemenië                        | Engeland                 | 1                       | 0     |              |              |  |  |               |               |  |  |        |        |
|  | Roemenië                        | 6 juli 2024 – Berlijn    |                         | 0     |              |              |  |  |               |               |  |  |        |        |
|  | Nederland                       | 3                        |                         |       |              |              |  |  |               |               |  |  |        |        |
|  | Nederland                       | 3                        | Nederland               | 2     |              |              |  |  |               |               |  |  |        |        |
|  | 2 juli 2024 – Leipzig           |                          | Nederland               | 2     |              |              |  |  |               |               |  |  |        |        |
|  |                                 | Turkije                  | 1                       |       |              |              |  |  |               |               |  |  |        |        |
|  | Oostenrijk                      | Turkije                  | 1                       | 1     |              |              |  |  |               |               |  |  |        |        |
|  | Oostenrijk                      |                          | 10 juli 2024 – Dortmund | 1     |              |              |  |  |               |               |  |  |        |        |
|  | Turkije                         | 2                        |                         |       |              |              |  |  |               |               |  |  |        |        |
|  | Turkije                         | 2                        | Nederland               | 1     |              |              |  |  |               |               |  |  |        |        |
|  | 30 juni 2024 – Gelsenkirchen    |                          | Nederland               | 1     |              |              |  |  |               |               |  |  |        |        |
|  |                                 | Engeland                 | 2                       |       |              |              |  |  |               |               |  |  |        |        |
|  | Engeland (w.n.v.)               | Engeland                 | 2                       | 2     |              |              |  |  |               |               |  |  |        |        |
|  | Engeland (w.n.v.)               | 6 juli 2024 – Düsseldorf |                         | 2     |              |              |  |  |               |               |  |  |        |        |
|  | Slowakije                       | 1                        |                         |       |              |              |  |  |               |               |  |  |        |        |
|  | Slowakije                       | 1                        | Engeland (w.n.s.)       | 1 (5) |              |              |  |  |               |               |  |  |        |        |
|  | 29 juni 2024 – Berlijn          |                          | Engeland (w.n.s.)       | 1 (5) |              |              |  |  |               |               |  |  |        |        |
|  |                                 | Zwitserland              | 1 (3)                   |       |              |              |  |  |               |               |  |  |        |        |
|  | Zwitserland                     | Zwitserland              | 1 (3)                   | 2     |              |              |  |  |               |               |  |  |        |        |
|  | Zwitserland                     |                          |                         | 2     |              |              |  |  |               |               |  |  |        |        |
|  | Italië                          | 0                        |                         |       |              |              |  |  |               |               |  |  |        |        |
|  | Italië                          | 0                        |                         |       |              |              |  |  |               |               |  |  |        |        |

### Achtste finales
|                                               |                        |         |        | |
| 29 juni 2024 «onderlinge duels» 18:00 (UTC+2) | Zwitserland            | 2 – 0   | Italië | Olympiastadion, Berlijn Toeschouwers: 68.172 Scheidsrechter: Szymon Marciniak Video-assistent: Tomasz Kwiatkowski |
| 29 juni 2024 «onderlinge duels» 18:00 (UTC+2) | Freuler 37' Vargas 46' | Verslag |        | Olympiastadion, Berlijn Toeschouwers: 68.172 Scheidsrechter: Szymon Marciniak Video-assistent: Tomasz Kwiatkowski |

|                                               |                                |         |            | |
| 29 juni 2024 «onderlinge duels» 21:00 (UTC+2) | Duitsland                      | 2 – 0   | Denemarken | Signal Iduna Park, Dortmund Toeschouwers: 61.612 Scheidsrechter: Michael Oliver Video-assistent: Stuart Attwell |
| 29 juni 2024 «onderlinge duels» 21:00 (UTC+2) | Havertz 53' (pen.) Musiala 68' | Verslag |            | Signal Iduna Park, Dortmund Toeschouwers: 61.612 Scheidsrechter: Michael Oliver Video-assistent: Stuart Attwell |

Bijz.: De wedstrijd werd in de 35e minuut tijdelijk stilgelegd vanwege zware regen- en onweersbuien boven het stadion. Na ongeveer 25 minuten werd de wedstrijd om 21:59 uur hervat.
|                                               |                           |              |             | |
| 30 juni 2024 «onderlinge duels» 18:00 (UTC+2) | Engeland                  | 2 – 1 (n.v.) | Slowakije   | Veltins-Arena, Gelsenkirchen Toeschouwers: 47.244 Scheidsrechter: Halil Umut Meler Video-assistent: Marco Fritz |
| 30 juni 2024 «onderlinge duels» 18:00 (UTC+2) | Bellingham 90+5' Kane 91' | Verslag      | 25' Schranz | Veltins-Arena, Gelsenkirchen Toeschouwers: 47.244 Scheidsrechter: Halil Umut Meler Video-assistent: Marco Fritz |

|                                               |                                            |         |                       | |
| 30 juni 2024 «onderlinge duels» 21:00 (UTC+2) | Spanje                                     | 4 – 1   | Georgië               | RheinEnergieStadion, Keulen Toeschouwers: 42.233 Scheidsrechter: François Letexier Video-assistent: Jérôme Brisard |
| 30 juni 2024 «onderlinge duels» 21:00 (UTC+2) | Rodri 39' Fabián 51' Williams 75' Olmo 83' | Verslag | 18' (e.d.) Le Normand | RheinEnergieStadion, Keulen Toeschouwers: 42.233 Scheidsrechter: François Letexier Video-assistent: Jérôme Brisard |

|                                              |                       |         |        | |
| 1 juli 2024 «onderlinge duels» 18:00 (UTC+2) | Frankrijk             | 1 – 0   | België | Merkur Spiel-Arena, Düsseldorf Toeschouwers: 46.810 Scheidsrechter: Glenn Nyberg Video-assistent: Pol van Boekel |
| 1 juli 2024 «onderlinge duels» 18:00 (UTC+2) | Vertonghen 85' (e.d.) | Verslag |        | Merkur Spiel-Arena, Düsseldorf Toeschouwers: 46.810 Scheidsrechter: Glenn Nyberg Video-assistent: Pol van Boekel |

|                                              |                            |              |                         | |
| 1 juli 2024 «onderlinge duels» 21:00 (UTC+2) | Portugal                   | 0 – 0 (n.v.) | Slovenië                | Deutsche Bank Park, Frankfurt am Main Toeschouwers: 46.576 Scheidsrechter: Daniele Orsato Video-assistent: Massimiliano Irrati |
| 1 juli 2024 «onderlinge duels» 21:00 (UTC+2) | Ronaldo 105' (pen.)        | Verslag      | 105+1' Kek (bondscoach) | Deutsche Bank Park, Frankfurt am Main Toeschouwers: 46.576 Scheidsrechter: Daniele Orsato Video-assistent: Massimiliano Irrati |
| 1 juli 2024 «onderlinge duels» 21:00 (UTC+2) | Strafschoppen              |              |                         | Deutsche Bank Park, Frankfurt am Main Toeschouwers: 46.576 Scheidsrechter: Daniele Orsato Video-assistent: Massimiliano Irrati |
| 1 juli 2024 «onderlinge duels» 21:00 (UTC+2) | Ronaldo Fernandes B. Silva | 3 – 0        | Iličić Balkovec Verbič  | Deutsche Bank Park, Frankfurt am Main Toeschouwers: 46.576 Scheidsrechter: Daniele Orsato Video-assistent: Massimiliano Irrati |

|                                              |          |         |                            | |
| 2 juli 2024 «onderlinge duels» 18:00 (UTC+2) | Roemenië | 0 – 3   | Nederland                  | Allianz Arena, München Toeschouwers: 65.012 Scheidsrechter: Felix Zwayer Video-assistent: Bastian Dankert |
| 2 juli 2024 «onderlinge duels» 18:00 (UTC+2) |          | Verslag | 20' Gakpo 83', 90+3' Malen | Allianz Arena, München Toeschouwers: 65.012 Scheidsrechter: Felix Zwayer Video-assistent: Bastian Dankert |

|                                              |                 |         |                 | |
| 2 juli 2024 «onderlinge duels» 21:00 (UTC+2) | Oostenrijk      | 1 – 2   | Turkije         | Red Bull Arena, Leipzig Toeschouwers: 38.305 Scheidsrechter: Artur Soares Dias Video-assistent: Tiago Martins |
| 2 juli 2024 «onderlinge duels» 21:00 (UTC+2) | Gregoritsch 66' | Verslag | 1', 59' Demiral | Red Bull Arena, Leipzig Toeschouwers: 38.305 Scheidsrechter: Artur Soares Dias Video-assistent: Tiago Martins |

### Kwartfinales
|                                              |                                            |              |           | |
| 5 juli 2024 «onderlinge duels» 18:00 (UTC+2) | Spanje                                     | 2 – 1 (n.v.) | Duitsland | MHPArena, Stuttgart Toeschouwers: 54.000 Scheidsrechter: Anthony Taylor Video-assistent: Stuart Attwell |
| 5 juli 2024 «onderlinge duels» 18:00 (UTC+2) | Olmo 51' Merino 119' Carvajal 100', 120+6' | Verslag      | 89' Wirtz | MHPArena, Stuttgart Toeschouwers: 54.000 Scheidsrechter: Anthony Taylor Video-assistent: Stuart Attwell |

|                                              |                               |              |                                         | |
| 5 juli 2024 «onderlinge duels» 21:00 (UTC+2) | Portugal                      | 0 – 0 (n.v.) | Frankrijk                               | Volksparkstadion, Hamburg Toeschouwers: 47.789 Scheidsrechter: Michael Oliver Video-assistent: Pol van Boekel |
| 5 juli 2024 «onderlinge duels» 21:00 (UTC+2) | Verslag                       |              |                                         | Volksparkstadion, Hamburg Toeschouwers: 47.789 Scheidsrechter: Michael Oliver Video-assistent: Pol van Boekel |
| 5 juli 2024 «onderlinge duels» 21:00 (UTC+2) | Strafschoppen                 |              |                                         | Volksparkstadion, Hamburg Toeschouwers: 47.789 Scheidsrechter: Michael Oliver Video-assistent: Pol van Boekel |
| 5 juli 2024 «onderlinge duels» 21:00 (UTC+2) | Ronaldo B. Silva Félix Mendes | 3 – 5        | Dembélé Fofana Koundé Barcola Hernández | Volksparkstadion, Hamburg Toeschouwers: 47.789 Scheidsrechter: Michael Oliver Video-assistent: Pol van Boekel |

|                                              |                                               |              |                              | |
| 6 juli 2024 «onderlinge duels» 18:00 (UTC+2) | Engeland                                      | 1 – 1 (n.v.) | Zwitserland                  | Merkur Spiel-Arena, Düsseldorf Toeschouwers: 46.907 Scheidsrechter: Daniele Orsato Video-assistent: Massimiliano Irrati |
| 6 juli 2024 «onderlinge duels» 18:00 (UTC+2) | Saka 80'                                      | Verslag      | 75' Embolo                   | Merkur Spiel-Arena, Düsseldorf Toeschouwers: 46.907 Scheidsrechter: Daniele Orsato Video-assistent: Massimiliano Irrati |
| 6 juli 2024 «onderlinge duels» 18:00 (UTC+2) | Strafschoppen                                 |              |                              | Merkur Spiel-Arena, Düsseldorf Toeschouwers: 46.907 Scheidsrechter: Daniele Orsato Video-assistent: Massimiliano Irrati |
| 6 juli 2024 «onderlinge duels» 18:00 (UTC+2) | Palmer Bellingham Saka Toney Alexander-Arnold | 5 – 3        | Akanji Schär Shaqiri Amdouni | Merkur Spiel-Arena, Düsseldorf Toeschouwers: 46.907 Scheidsrechter: Daniele Orsato Video-assistent: Massimiliano Irrati |

|                                              |                               |         |                                           | |
| 6 juli 2024 «onderlinge duels» 21:00 (UTC+2) | Nederland                     | 2 – 1   | Turkije                                   | Olympiastadion, Berlijn Toeschouwers: 70.091 Scheidsrechter: Clément Turpin Video-assistent: Jérôme Brisard |
| 6 juli 2024 «onderlinge duels» 21:00 (UTC+2) | De Vrij 70' Müldür 76' (e.d.) | Verslag | 35' Akaydın 90+6' Yıldırım (wisselspeler) | Olympiastadion, Berlijn Toeschouwers: 70.091 Scheidsrechter: Clément Turpin Video-assistent: Jérôme Brisard |

### Halve finales
|                                              |                    |         |               | |
| 9 juli 2024 «onderlinge duels» 21:00 (UTC+2) | Spanje             | 2 – 1   | Frankrijk     | Allianz Arena, München Toeschouwers: 62.042 Scheidsrechter: Slavko Vinčić Video-assistent: Nejc Kajtazović |
| 9 juli 2024 «onderlinge duels» 21:00 (UTC+2) | Yamal 21' Olmo 25' | Verslag | 9' Kolo Muani | Allianz Arena, München Toeschouwers: 62.042 Scheidsrechter: Slavko Vinčić Video-assistent: Nejc Kajtazović |

|                                               |           |         |                             | |
| 10 juli 2024 «onderlinge duels» 21:00 (UTC+2) | Nederland | 1 – 2   | Engeland                    | Signal Iduna Park, Dortmund Toeschouwers: 60.926 Scheidsrechter: Felix Zwayer Video-assistent: Bastian Dankert |
| 10 juli 2024 «onderlinge duels» 21:00 (UTC+2) | Simons 7' | Verslag | 18' (pen.) Kane 90' Watkins | Signal Iduna Park, Dortmund Toeschouwers: 60.926 Scheidsrechter: Felix Zwayer Video-assistent: Bastian Dankert |

### Finale
|                                               |                            |         |            | |
| 14 juli 2024 «onderlinge duels» 21:00 (UTC+2) | Spanje                     | 2 – 1   | Engeland   | Olympiastadion, Berlijn Toeschouwers: 65.600 Scheidsrechter: François Letexier Video-assistent: Jérôme Brisard |
| 14 juli 2024 «onderlinge duels» 21:00 (UTC+2) | Williams 47' Oyarzabal 86' | Verslag | 73' Palmer | Olympiastadion, Berlijn Toeschouwers: 65.600 Scheidsrechter: François Letexier Video-assistent: Jérôme Brisard |

| UEFA Europees kampioenschap voetbal Winnaar 2024 |
| ------------------------------------------------ |
| SPANJE 4de titel                                 |

## Statistieken

### Doelpuntenmakers
3 doelpunten
- Jamal Musiala
- Harry Kane
- Georges Mikautadze
- Cody Gakpo
- Ivan Schranz
- Dani Olmo

2 doelpunten
- Niclas Füllkrug
- Kai Havertz
- Florian Wirtz
- Jude Bellingham
- Donyell Malen
- Răzvan Marin
- Fabián Ruiz
- Nico Williams
- Merih Demiral
- Breel Embolo

1 doelpunt
- Nedim Bajrami
- Klaus Gjasula
- Qazim Laçi
- Kevin De Bruyne
- Youri Tielemans
- Christian Eriksen
- Morten Hjulmand
- Emre Can
- İlkay Gündoğan
- Cole Palmer
- Bukayo Saka
- Ollie Watkins
- Randal Kolo Muani
- Kylian Mbappé
- Chvitsja Kvaratschelia
- Kevin Csoboth
- Barnabás Varga
- Nicolò Barella
- Alessandro Bastoni
- Mattia Zaccagni
- Andrej Kramarić
- Luka Modrić
- Memphis Depay
- Stefan de Vrij
- Xavi Simons
- Wout Weghorst
- Roman Jaremtsjoek
- Mykola Sjaparenko
- Marko Arnautović
- Christoph Baumgartner
- Michael Gregoritsch
- Marcel Sabitzer
- Romano Schmid
- Gernot Trauner
- Adam Buksa
- Robert Lewandowski
- Krzysztof Piątek
- Francisco Conceição
- Bruno Fernandes
- Bernardo Silva
- Denis Drăguș
- Nicolae Stanciu
- Luka Jović
- Erik Janža
- Žan Karničnik
- Ondrej Duda
- Dani Carvajal
- Mikel Merino
- Álvaro Morata
- Mikel Oyarzabal
- Rodri
- Ferran Torres
- Lamine Yamal
- Lukáš Provod
- Patrik Schick
- Tomáš Souček
- Samet Akaydın
- Kerem Aktürkoğlu
- Hakan Çalhanoğlu
- Arda Güler
- Mert Müldür
- Cenk Tosun
- Michel Aebischer
- Kwadwo Duah
- Remo Freuler
- Dan Ndoye
- Xherdan Shaqiri
- Ruben Vargas

Eigen doelpunt
- Klaus Gjasula (tegen Kroatië)
- Jan Vertonghen (tegen Frankrijk)
- Antonio Rüdiger (tegen Schotland)
- Riccardo Calafiori (tegen Spanje)
- Donyell Malen (tegen Oostenrijk)
- Maximilian Wöber (tegen Frankrijk)
- Robin Hranáč (tegen Portugal)
- Robin Le Normand (tegen Georgië)
- Samet Akaydın (tegen Portugal)
- Mert Müldür (tegen Nederland)

Bron: UEFA

### Disciplinaire straffen
Een speler is automatisch geschorst voor de volgende wedstrijd bij onderstaande overtredingen:
- Het krijgen van een rode kaart. Eventueel kan de schorsing verlengd worden bij ernstige overtredingen.
- Het krijgen van een gele kaart in twee verschillende wedstrijden. Na afloop van de kwartfinales vervallen de gele kaarten. Schorsingen na gele kaarten worden niet overgedragen naar overige toekomstige interlandwedstrijden.

Tijdens het eindtoernooi hebben onderstaande spelers een schorsing gekregen:
| Speler              | Overtreding(en) | Schorsing(en) |
| ------------------- | --- | --- |
| Giorgi Loria        | in play-offs om kwalificatie tegen Griekenland (op 26 maart 2024)                                                                                           | Groep F tegen Turkije (speelronde 1, op 18 juni 2024)                                                             |
| Ryan Porteous       | in Groep A tegen Duitsland (speelronde 1, op 14 juni 2024)                                                                                                  | Groep A tegen Zwitserland (speelronde 2, op 19 juni 2024) Groep A tegen Hongarije (speelronde 3, op 23 juni 2024) |
| Mirlind Daku        | Het zingen van nationalistische liederen over Servië en Noord-Macedonië na afloop van de wedstrijd in Groep B tegen Kroatië (speelronde 2, op 19 juni 2024) | Groep B tegen Spanje (speelronde 3, op 24 juni 2024)                                                              |
| Rodri               | in Groep B tegen Kroatië (speelronde 1, op 15 juni 2024) in Groep B tegen Italië (speelronde 2, op 20 juni 2024)                                            | Groep B tegen Albanië (speelronde 3, op 24 juni 2024)                                                             |
| Abdülkerim Bardakcı | in Groep F tegen Georgië (speelronde 1, op 18 juni 2024) in Groep F tegen Portugal (speelronde 2, op 22 juni 2024)                                          | Groep F tegen Tsjechië (speelronde 3, op 26 juni 2024)                                                            |
| Rafael Leão         | in Groep F tegen Tsjechië (speelronde 1, op 18 juni 2024) in Groep F tegen Turkije (speelronde 2, op 22 juni 2024)                                          | Groep F tegen Georgië (speelronde 3, op 26 juni 2024)                                                             |
| Dodi Lukebakio      | in Groep E tegen Slowakije (speelronde 1, op 17 juni 2024) in Groep E tegen Roemenië (speelronde 2, op 22 juni 2024)                                        | Groep E tegen Oekraïne (speelronde 3, op 26 juni 2024)                                                            |
| Jonathan Tah        | in Groep A tegen Schotland (speelronde 1, op 14 juni 2024) in Groep A tegen Zwitserland (speelronde 3, op 23 juni 2024)                                     | Achtste finale tegen Denemarken (op 29 juni 2024)                                                                 |
| Silvan Widmer       | in Groep A tegen Hongarije (speelronde 1, op 15 juni 2024) in Groep A tegen Duitsland (speelronde 3, op 23 juni 2024)                                       | Achtste finale tegen Italië (op 29 juni 2024)                                                                     |
| Riccardo Calafiori  | in Groep B tegen Albanië (speelronde 1, op 15 juni 2024) in Groep B tegen Kroatië (speelronde 3, op 24 juni 2024)                                           | Achtste finale tegen Zwitserland (op 29 juni 2024)                                                                |
| Patrick Wimmer      | in Groep D tegen Polen (speelronde 2, op 21 juni 2024) in Groep D tegen Nederland (speelronde 3, op 25 juni 2024)                                           | Achtste finale tegen Turkije (op 2 juli 2024)                                                                     |
| Morten Hjulmand     | in Groep C tegen Slovenië (speelronde 1, op 16 juni 2024) in Groep C tegen Servië (speelronde 3, op 25 juni 2024)                                           | Achtste finale tegen Duitsland (op 29 juni 2024)                                                                  |
| Erik Janža          | in Groep C tegen Servië (speelronde 2, op 20 juni 2024) in Groep C tegen Engeland (speelronde 3, op 25 juni 2024)                                           | Achtste finale tegen Portugal (op 1 juli 2024)                                                                    |
| Nicușor Bancu       | in Groep E tegen België (speelronde 2, op 22 juni 2024) in Groep E tegen Slowakije (speelronde 3, op 26 juni 2024)                                          | Achtste finale tegen Nederland (op 2 juli 2024)                                                                   |
| Antonín Barák       | in Groep F tegen Turkije (speelronde 3, op 26 juni 2024) | Schorsing buiten het toernooi uitgezeten.                                                                         |
| Tomáš Chorý         | in Groep F tegen Turkije (speelronde 3, op 26 juni 2024) | Schorsing buiten het toernooi uitgezeten.                                                                         |
| Anzor Mekvabisjvili | in Groep F tegen Tsjechië (speelronde 1, op 18 juni 2024) in Groep F tegen Portugal (speelronde 3, op 26 juni 2024)                                         | Achtste finale tegen Spanje (op 30 juni 2024)                                                                     |
| Samet Akaydın       | in Groep F tegen Portugal (speelronde 2, op 22 juni 2024) in Groep F tegen Tsjechië (speelronde 3, op 26 juni 2024)                                         | Achtste finale tegen Oostenrijk (op 2 juli 2024)                                                                  |
| Hakan Çalhanoğlu    | in Groep F tegen Georgië (speelronde 1, op 18 juni 2024) in Groep F tegen Tsjechië (speelronde 3, op 26 juni 2024)                                          | Achtste finale tegen Oostenrijk (op 2 juli 2024)                                                                  |
| Marc Guéhi          | in Groep C tegen Slovenië (speelronde 3, op 25 juni 2024) in de achtste finale tegen Slowakije (op 30 juni 2024)                                            | Kwartfinale tegen Zwitserland (op 6 juli 2024)                                                                    |
| Adrien Rabiot       | in Groep D tegen Polen (speelronde 3, op 25 juni 2024) in de achtste finale tegen België (op 1 juli 2024)                                                   | Kwartfinale tegen Portugal (op 5 juli 2024)                                                                       |
| Matjaž Kek (coach)  | in de achtste finale tegen Portugal (op 1 juli 2024) | Schorsing buiten het toernooi uitgezeten.                                                                         |
| Orkun Kökçü         | in Groep F tegen Tsjechië (speelronde 3, op 26 juni 2024) in de achtste finale tegen Oostenrijk (op 2 juli 2024)                                            | Kwartfinale tegen Nederland (op 6 juli 2024)                                                                      |
| İsmail Yüksek       | in Groep F tegen Tsjechië (speelronde 3, op 26 juni 2024) in de achtste finale tegen Oostenrijk (op 2 juli 2024)                                            | Kwartfinale tegen Nederland (op 6 juli 2024)                                                                      |
| Merih Demiral       | Het maken van een extreemrechts handgebaar (wolvengroet) tijdens de wedstrijd in de achtste finale tegen Oostenrijk (op 2 juli 2024)                        | Kwartfinale tegen Nederland (op 6 juli 2024)                                                                      |
| Daniel Carvajal     | in de kwartfinale tegen Duitsland (op 5 juli 2024) | Halve finale tegen Frankrijk (op 9 juli 2024)                                                                     |
| Robin Le Normand    | in Groep B tegen Italië (speelronde 2, op 20 juni 2024) in de kwartfinale tegen Duitsland (op 5 juli 2024)                                                  | Halve finale tegen Frankrijk (op 9 juli 2024)                                                                     |
| Bertuğ Yıldırım     | in de kwartfinale tegen Nederland (op 6 juli 2024) | Schorsing buiten het toernooi uitgezeten.                                                                         |

1. ↑  Mirlind Daku werd voor twee wedstrijden geschorst, waarbij de tweede wedstrijd buiten het toernooi moest worden uitgezeten omdat Albanië na de groepsfase was uitgeschakeld.
2. ↑  Merih Demiral werd voor twee wedstrijden geschorst, waarbij de tweede wedstrijd buiten het toernooi moest worden uitgezeten omdat Turkije in de kwartfinale werd uitgeschakeld.

### Prijzengeld
Het totale prijzengeld werd op 2 december 2023 vastgesteld. Elk land dat zich plaatste kreeg al € 9,25 miljoen. De winnaar gaat, als ze alle drie hun groepswedstrijden hebben gewonnen, in totaal met € 28,25 miljoen naar huis.
| Fase            | Bedrag                                          | Aantal landen |
| --------------- | ----------------------------------------------- | ------------- |
| Plaatsing       | € 9,25 miljoen                                  | 24            |
| Groepsfase      | € 1 miljoen bij winst € 500.000 voor gelijkspel | 24            |
| Achtste finales | € 1,5 miljoen                                   | 16            |
| Kwartfinales    | € 2,5 miljoen                                   | 8             |
| Halve finales   | € 4 miljoen                                     | 4             |
| Tweede plaats   | € 5 miljoen                                     | 1             |
| Winnaar         | € 8 miljoen                                     | 1             |

## Trivia
- Nog nooit won een ploeg (Duitsland) zo ruim de openingswedstrijd (5–1) en nog nooit waren er een penalty, een eigen doelpunt én een rode kaart in een EK-wedstrijd.
- Schotland scoorde in de openingswedstrijd zonder één schot op doel. De kopbal van Scott McKenna, die via Antonio Rüdiger in eigen doel belandde, was niet eens gekadreerd.
- Lamine Yamal debuteerde voor Spanje als jongste speler ooit (16 jaar en 338 dagen) op een EK, in de wedstrijd tegen Kroatië. Daarvoor was de Poolse Kacper Kozłowski met 17 jaar en 246 dagen op het EK in 2021 de jongste speler tot dan toe.[36]
- Nedim Bajrami maakte voor Albanië het snelste doelpunt ooit op een EK: na slechts 22 seconden scoorde hij tegen Italië. Hiermee werd het record van Dmitri Kirisjenko gebroken, die in 2004 voor Rusland na 67 seconden tegen Griekenland scoorde.[37]
- Georges Mikautadze maakte het eerste EK-doelpunt van Georgië ooit.[38]
- Pepe is de oudste speler op een EK ooit. Hij begon die dag op een leeftijd van 41 jaar en 113 dagen aan de eerste groepswedstrijd van Portugal. Daarmee onttroonde hij Gábor Király, die tot dan met 40 jaar en 86 dagen recordhouder was.[39]
- Schotland heeft twee maal gescoord, maar beide waren eigen doelpunten.
- Ivan Schranz is de eerste Slowaak ooit die twee keer kon scoren op een EK. Zo werd hij zowaar all-time EK-topschutter van Slowakije.
- Het winnende doelpunt van de Hongaarse Kevin Csoboth in de laatste groepswedstrijd tussen Schotland en Hongarije was het laatste doelpunt ooit in blessuretijd op een EK.[40]
- Met 38 jaar en 289 dagen was de Kroatische Luka Modrić de oudste speler ooit die scoorde op een EK.[41]
- Donyell Malen maakte namens Nederland tegen Oostenrijk het snelste eigen doelpunt ooit op een EK, na vijf minuten en achtenveertig seconden.[42]
- Groep E (Roemenië, België, Slowakije, Oekraïne) zorgde voor enkele primeurs: voor het eerst eindigden vier ploegen met evenveel punten én eindigde tevens een ploeg met vier punten als laatste in de groep. Roemenië was dan weer voor het eerst groepswinnaar op een EK.
- De Tsjech Antonín Barák kreeg de snelste rode kaart ooit op een EK, na elf minuten had hij zijn eerste gele kaart, na twintig minuten kreeg hij een tweede gele kaart en daarmee rood.
- De wedstrijd tussen Tsjechië en Turkije is de boeken in gegaan als meeste kaarten in één wedstrijd op een EK. In totaal waren er negentien gele kaarten en twee rode; beide rode kaarten waren voor Tsjechië en Turkije kreeg elf gele kaarten.[43]
- Jan Vertonghen is de oudste speler (37 jaar) die een eigen doelpunt heeft gemaakt in de EK-geschiedenis.
- Diogo Costa is de eerste doelman ooit die in een EK-penaltyreeks drie strafschoppen kon stoppen. Nooit eerder moest een doelman op het EK zich tijdens zo'n penaltyreeks ook niet omdraaien.
- In de wedstrijd Oostenrijk - Turkije maakte Merih Demiral het snelste doelpunt in de knock-outfase op een EK ooit, na 57 seconden scoorde hij.
- Frankrijk heeft de halve finale van het toernooi kunnen bereiken door maar drie doelpunten te maken. Van die drie doelpunten zijn er twee eigen doelpunten (die dus op naam van de tegenstander staan) en een benutte strafschop. Daarentegen heeft Frankrijk maar één doelpunt tegen gekregen tot aan de halve finale: ook een benutte strafschop.
- Met 16 jaar en 361 dagen was de Spanjaard Lamine Yamal de jongste speler ooit die scoorde op een EK, na zijn doelpunt in de halve finale tegen Frankrijk.[44]
- Spanje was dit EK het enige land dat in de groepsfase al zijn wedstrijden won en het maximum van 9 punten behaalde.